# Episodi di Tredici (terza stagione)

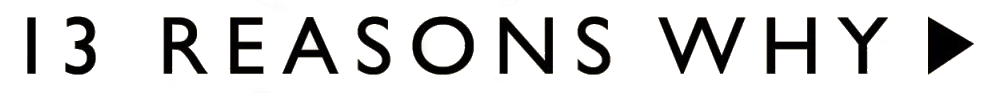
Logo della serie

La terza stagione della serie televisiva Tredici, composta da tredici episodi, è stata interamente pubblicata sul servizio di video on demand Netflix il 23 agosto 2019, in tutti i territori in cui il servizio è disponibile.
| nº | Titolo originale                                                         | Titolo italiano                                                                 | Pubblicazione  |
| -- | ------------------------------------------------------------------------ | ------------------------------------------------------------------------------- | -------------- |
| 1  | Yeah. I'm the New Girl                                                   | Sì, sono la ragazza nuova                                                       | 23 agosto 2019 |
| 2  | If You're Breathing, You're a Liar                                       | Se respiri, sei un bugiardo                                                     | 23 agosto 2019 |
| 3  | The Good Person Is Indistinguishable from the Bad                        | La brava persona è indistinguibile da quella cattiva                            | 23 agosto 2019 |
| 4  | Angry, Young and Man                                                     | Arrabbiato, giovane e maschio                                                   | 23 agosto 2019 |
| 5  | Nobody's Clean                                                           | Nessuno è pulito                                                                | 23 agosto 2019 |
| 6  | You Can Tell the Heart of a Man by How He Grieves                        | Si può capire la natura di un uomo da come soffre                               | 23 agosto 2019 |
| 7  | There Are a Number of Problems with Clay Jensen                          | Clay Jensen ha diversi problemi                                                 | 23 agosto 2019 |
| 8  | In High School, Even on a Good Day, It's Hard to Tell Who's on Your Side | Al liceo, anche nei giorni migliori, è difficile capire chi sta dalla tua parte | 23 agosto 2019 |
| 9  | Always Waiting for the Next Bad News                                     | Sempre in attesa della prossima cattiva notizia                                 | 23 agosto 2019 |
| 10 | The World Closing In                                                     | Il mondo sta per crollare                                                       | 23 agosto 2019 |
| 11 | There Are a Few Things I Haven't Told You                                | Ci sono alcune cose che non ti ho detto                                         | 23 agosto 2019 |
| 12 | And Then the Hurricane Hit                                               | Poi è arrivato l'uragano                                                        | 23 agosto 2019 |
| 13 | Let the Dead Bury the Dead                                               | Lascia che i morti seppelliscano i morti                                        | 23 agosto 2019 |

## Sì, sono la ragazza nuova
- Titolo originale: Yeah. I'm the New Girl
- Diretto da: Michael Morris
- Scritto da: Brian Yorkey

### Trama
Ani Achola è una nuova studentessa della Liberty, arrivata a Evergreen otto mesi prima assieme alla madre. Una mattina, all'ingresso della scuola, Ani vede la polizia portare via Clay.
Passato. La sera del Ballo di Primavera, mentre Clay si allontana in macchina in senso contrario rispetto alle volanti della polizia, Tony porta Tyler in un luogo sicuro per disarmarlo e tranquillizzarlo. Dopodiché Clay e Tony lo riaccompagnano a casa, rassicurando la madre che il figlio non è il cecchino di cui si sta parlando. Il giorno seguente Clay riunisce gli amici, spiegando loro che occorre proteggere Tyler e aiutarlo a superare il suo disagio, evitandogli guai con la giustizia. Zach non è d'accordo, rimproverando Clay di essersi messo in pericolo e ritenendo che Tyler resti un soggetto pericoloso, capace di reiterare tali azioni in futuro. Zach abbandona così il gruppo, mentre gli altri si prodigano affinché Tyler non sia mai da solo e senta il loro affetto per superare quel trauma di cui non ha ancora parlato con nessuno. Courtney, che dopo l'espulsione di Marcus è diventata la presidente del comitato studentesco, incarica Clay di mostrare la scuola alla nuova arrivata Ani. Quest'ultima resta colpita da lui, evidentemente nervoso a seguito degli eventi che hanno reso famosa la Liberty, e si inserisce subito nel suo gruppo di amici. La pratica per l'adozione di Justin sta procedendo regolarmente e il padre di Clay propone di adibire il magazzino in giardino a camera da letto per i ragazzi, bisognosi di più spazio. Ani assiste a una seduta del comitato studentesco, dove Jessica inveisce contro Courtney perché sta proteggendo gli atleti, responsabili di stuprare le ragazze. Ani dice a Jessica di comprendere perfettamente il suo stato d'animo, spronandola a diventare presidente del comitato per cambiare davvero le cose. Bryce si è trasferito alla Hillcrest, scuola rivale della Liberty, e ha modo di conoscere Ani, poiché sua madre sta lavorando come infermiera per il nonno morente. Bryce autorizza Ani a usare la sua piscina, iniziando a invaghirsi di lei.
Presente. Clay è interrogato in centrale dal vicecommissario Standall sulla scomparsa di Bryce, avvenuta il venerdì precedente al termine di una partita di football tra le scuole Liberty e Hillcrest. Standall mostra a Clay il suo blocca-bicicletta, trovato nella camera di Bryce, e affermando che è stato visto alcuni giorni prima della partita davanti a casa sua, intento a minacciarlo. Uscito Standall, nella stanza degli interrogatori entra Nora Walker, la madre di Bryce. Consapevole che il figlio si è macchiato di colpe difficilmente perdonabili, Nora non si dà comunque pace per la scomparsa di Bryce e chiede a Clay se sa qualcosa a questo riguardo, ma il ragazzo risponde negativamente. Jessica, nel frattempo diventata presidente del comitato studentesco come aveva previsto Ani, è convocata nell'ufficio del preside per la rissa che si è scatenata durante la partita di football tra i giocatori della Liberty e dell'Hillcrest. Il preside sta indagando sullo svolgimento dei fatti, avvertendo Jessica che i responsabili saranno puniti severamente. Osservando le fotografie della partita scattate da Tyler, Justin si accorge che Zach ha mentito a proposito del giocatore avversario che stava placcando al momento della rissa. Standall chiede ad Alex se è in grado di fornirgli informazioni sulla scomparsa di Bryce, alludendo a un'intensa frequentazione che quell'estate il figlio ha avuto con lui. Tyler ascolta un vecchio messaggio telefonico in cui Bryce gli offriva il suo aiuto riguardo a un "problema" scolastico. Mentre Clay rilegge alcuni messaggi minatori inviati a Bryce la sera della partita, Standall porta Montgomery in centrale per interrogarlo. Seppure arrivata in città da pochi mesi, Ani rivendica di aver sfruttato le sue abilità di osservatrice ed essere in grado di far luce sulla vicenda e i suoi protagonisti.
- Sospettato: Clay Jensen, perché il suo blocca-bicicletta è stato trovato nella camera da letto di Bryce.

## Se respiri, sei un bugiardo
- Titolo originale: If You're Breathing, You're a Liar
- Diretto da: Michael Morris
- Scritto da: Allen MacDonald

### Trama
Nora indirizza la polizia su Clay e Tony quali principali sospettati della scomparsa di Bryce. Clay ricomincia ad avere incubi notturni, svegliandosi completamente sudato. Tony ha smesso di andare a scuola, iniziando a lavorare nell'officina del padre.
Passato. Clay organizza turni di sorveglianza su Tyler almeno fino all'estate, confidando in un successivo miglioramento. Zach è nominato capitano della squadra di football, annunciando la fine delle vecchie cattive abitudini. Montgomery contesta la decisione del coach, affermando che i compagni di squadra avrebbero preferito lui all'eccessivamente mite Zach. Costui incontra Bryce fuori dal Blue Spot, venendo provocato sul fatto che non ha il suo stesso carisma e presto la squadra gli si rivolterà contro. Jessica si candida alla presidenza del comitato studentesco, conquistando la platea nel promettere che si adopererà per estirpare la dittatura degli atleti. Chloe confida a Zach di aspettare un bambino da Bryce, fatto di cui era a conoscenza solamente Jessica e non il diretto interessato. La ragazza ha deciso di abortire, non sentendosi in grado di diventare madre così giovane, ma soprattutto per non mettere al mondo il frutto di una violenza. Zach sostiene Chloe nel percorso che la conduce all'operazione, terminata la quale decide di lasciare Bryce e cambiare scuola per lasciarsi il passato alle spalle. Clay dà un passaggio ad Ani, apprendendo che la ragazza e sua madre vivono nella dépendance dei Walker. Ani lo rassicura, affermando di aver visto un Bryce sinceramente pentito per i suoi comportamenti passati e che sta avendo problemi di ambientamento nella nuova scuola. Infatti, la reputazione di stupratore ha seguito Bryce alla Hillcrest, rendendolo vittima di bullismo da parte di studenti che, contrariamente a quelli della Liberty, provengono dal suo stesso ambiente sociale e quindi non nutrono alcuno scrupolo nell'attaccarlo. Bryce confida ad Ani che si sente in crisi perché Chloe ha deciso di lasciarlo.
Presente. Nella partita contro la Hillcrest Zach ha rimediato un grave infortunio, sottoponendosi a due interventi chirurgici che rischiano di pregiudicare la sua ammissione in college prestigiosi. Siccome a causare l'infortunio è stato Bryce, Zach non vuole far sapere che il responsabile è lui, proteggendo il vecchio amico da possibili ritorsioni. Ani si accorge che dalla borsa di Zach è sparita la zampa di coniglio, un portafortuna che gli aveva regalato Chloe come segno della loro amicizia. Saputo da Jessica che Chloe era incinta, Clay e Ani vanno a cercarla nella sua nuova scuola. Dopo aver visto Tyler infastidito da Montgomery, Alex lo minaccia con un coltello di lasciarlo in pace. Zach si accorge che Montgomery sta mettendo zizzania nella squadra, lavorandosi il nuovo arrivato Charlie St. George, e avverte Charlie di non ascoltare le teorie psicologiche di Monty, soprattutto quando gli parla di Alex. Durante gli allenamenti Justin scopre di essere pedinato dall'ex patrigno Seth. Ispezionando i quaderni di Bryce, Ani trova la scritta Jessica incisa su un foglio e cerca di decifrare il resto del messaggio. Chloe chiede a Zach come mai la sera della partita è rientrato tardi dall'ospedale. Tyler esce di sera, meditando di buttarsi nel fiume. La polizia ripesca il cadavere di Bryce.
- Sospettato: Zach Dempsey, perché il portafortuna regalatogli da Chloe è sparito.

## La brava persona è indistinguibile da quella cattiva
- Titolo originale: The Good Person Is Indistinguishable from the Bad
- Diretto da: Jessica Yu
- Scritto da: Hayley Tyler

### Trama
Clay si accorge che Justin ha dei graffi sulla schiena, da lui imputati alla partita di football. Passato a prendere Ani, Clay vede arrivare la polizia e Nora salire a bordo di una volante. Ani gli spiega che la signora Walker sta andando all'obitorio a identificare il cadavere di Bryce.
Passato. Jessica è eletta presidente del consiglio studentesco. Alla prima seduta entra subito in conflitto con Montgomery, annunciando che intende abolire la tradizionale partita di flag football femminile per non soddisfare gli appetiti sessuali degli atleti. Jessica trova una fedele sostenitrice in Casey Ford, una studentessa che difende con fervore la sua causa. Bryce è messo in punizione dalla madre, determinata a rimetterlo in riga. Jessica si presenta a casa di Bryce, affermando che si sta ricostruendo dopo quello che è accaduto e spera sempre che sia consapevole dei danni che ha cagionato a lei e ad altre ragazze. Bryce trascorre diverso tempo con Ani, invitandola a non credere alle voci che girano alla Liberty sul suo conto. Jessica confida ad Ani che ultimamente il sesso con Alex è terribile, non sentendosi ancora libera mentalmente. Ani le procura degli oggetti per riaccendere la scintilla sessuale, inconsapevole di trasformarla in una vorace predatrice che finisce per trovare in Alex un partner noioso a letto. Clay esce a cena con Ani, inconsapevole che non si tratta di un appuntamento romantico, bensì di un incontro per la ricerca di robotica. Nel frattempo, Justin riceve un messaggio da Bryce che chiede di incontrarlo al Village Motel. Justin era però incaricato della sorveglianza di Tyler, visto da Clay e Ani al Monet's e da loro invitato a sedersi al tavolo. Bryce vuole ristabilire con Justin il vecchio rapporto di fratellanza, asserendo di aver protetto lui e gli altri ragazzi quando ha visto cosa stava combinando Tyler al Ballo di Primavera. Tutt'altro che convinto dalle parole di Bryce, Justin gli intima di stare lontano da Jessica. Contravvenendo all'ordine di Justin, Bryce si reca al Crestmont, dove adesso Jessica lavora insieme a Charlie. Bryce le dice di essere cambiato, spiegandole della minaccia ricevuta da Justin. Jessica rimprovera Justin, dicendogli che è capace di combattere da sola le sue battaglie, dopodiché inizia a baciarlo e ricomincia così la loro tormentata relazione.
Presente. Nora è interrogata dalla polizia, delusa che gli inquirenti stiano valutando piste alternative all'omicidio, convinta che Bryce sia stato ucciso da uno dei suoi compagni. Tony vorrebbe parlare con la polizia, ma Caleb lo invita a non esporsi troppo per non attirare pregiudizi sul suo essere nero e gay. Ani consegna a Clay il foglio trovato sulla scrivania di Bryce, dove scriveva a Jessica che continua a pensare alla notte dello stupro. Tyler confessa a Tony di aver tenuto una pistola ed essere pronto a consegnarla a Clay l'indomani mattina. Clay e Ani scoprono che Justin e Jessica hanno ripreso la loro storia, nascondendo i rispettivi incontri con Bryce. Justin rivela inoltre che i graffi sulla schiena sono causati da un rapporto sessuale con Jessica. Justin vede Seth fuori dalla casa di Clay, venendo accusato dal patrigno di essere l'assassino di Bryce. Tyler possiede fotografie ritoccate in cui raffigura la morte di Bryce.
- Sospettata: Jessica Davis, per la lettera che Bryce le ha scritto, e Justin Foley, per aver minacciato Bryce.

## Arrabbiato, giovane e maschio
- Titolo originale: Angry, Young and Man
- Diretto da: Jessica Yu
- Scritto da: Thomas Higgins

### Trama
Si diffonde la notizia che Bryce è stato ucciso con un colpo di pistola. Tony, che ha ripreso a frequentare la scuola, chiede indietro la pistola a Tyler, il quale però intende consegnarla solamente a Clay. Inevitabilmente i ragazzi sospettano che a uccidere Bryce possa essere stato Tyler, il che spiegherebbe la fretta di liberarsi dell’arma, nonostante i progressi da lui evidenziati negli ultimi tempi.
Passato. Durante l’estate i ragazzi seguono assiduamente Tyler, non lasciandolo mai solo. Zach, chiamatosi fuori dalla sorveglianza, dice a Tyler che Bryce ha visto quello che stava per fare al Ballo di Primavera. Tony allena Tyler nel pugilato, un modo per sfogare la rabbia repressa, facendogli capire che deve imparare a incanalare i propri tormenti interiori senza danneggiare persone innocenti. Alex inizia a intuire che qualcosa tra lui e Jessica si è rotto, vedendo troppo spesso Justin girarle intorno. Sentendosi compreso da Jessica, con cui condivide un trauma pregresso, Tyler entra nel gruppo Hands Off che la ragazza ha appena creato assieme a Casey per combattere la misoginia degli atleti. Dopo aver tentato il suicidio con la pistola tenuta nascosta nella canalina dell’aria di camera sua, Tyler decide di affrontare Montgomery su quello che gli ha fatto. Quest'ultimo riversa la colpa su Bryce, affermando che era a conoscenza di tutti gli atti di bullismo commessi nella scuola. Tyler si presenta così al Village Motel per minacciare Bryce con la pistola. Costui accusa Montgomery di avergli mentito, poiché non è vero che manipola gli atleti, inoltre lo stesso Montgomery è uscito di senno già dall’anno precedente e non risponde più ad alcun controllo. Bryce fa capire a Tyler che, al contrario di quello che pensa, lui può aiutarlo a vendicarsi. Clay ha fatto risistemare la sua vecchia bicicletta, donandola ad Ani.
Presente. Clay e Justin dichiarano all'assistente sociale di trovarsi bene insieme e avere molte cose in comune. Justin però mente dicendo di non aver più visto Seth. I ragazzi temono che il clamore mediatico del caso Bryce possa risvegliare in Tyler i suoi istinti pericolosi. Nessuno è a conoscenza dei motivi che lo agitano, nemmeno la nuova counselor Priya Singh, dalla quale si reca ogni giovedì. Alla riunione di Hands Off Casey propone di inscenare una protesta al funerale di Bryce, affinché non venga trasformato in un martire. Tyler esprime contrarietà a questo gesto, nascondendo di essersi avvicinato a Bryce, e Casey replica stizzita che deve conformarsi alla volontà del gruppo. Zach scatena una rissa contro Montgomery, avendo accusato lui e Justin di proteggere l’assassino Tyler. Clay si reca a casa di Tyler per avere la pistola e, notando tracce di polvere da sparo sul suo portatile, vede le fotografie ritoccate su Bryce. Invitato a trattenersi per la cena, Clay è ringraziato dai Down per essere stato vicino a Tyler, comportandosi da vero amico. Rientrati in camera, Tyler consegna la pistola a Clay, spiegandogli di averla tenuta perché lo faceva sentire più forte e pensava che l’avrebbe dovuta usare. Tyler rivela inoltre di essere andato al molo con l’intenzione di suicidarsi e, guardando in acqua, ha visto il riflesso della giacca viola di Bryce ed effettuato la chiamata anonima alla polizia. Restituendogli la pistola, Tyler regala una delle sue macchine fotografiche a Clay come gesto di amicizia. La madre di Ani si raccomanda di fare attenzione a quello che le sta accadendo intorno, poiché a gente della loro estrazione sociale non è permesso commettere errori. Justin incontra Seth, puntandogli contro la pistola per intimargli di uscire dalla sua vita una volta per tutte. Alex, presente al turno di pattuglia del padre, scopre che la polizia ha trovato nel fiume delle bottigliette di medicina e sulla scena del crimine vari indizi allarmanti, quindi le indagini vertono ufficialmente sull’omicidio.
- Sospettato: Tyler Down, perché ha conservato una pistola del suo vecchio arsenale.

## Nessuno è pulito
- Titolo originale: Nobody's Clean
- Diretto da: Bronwen Hughes
- Scritto da: Trevor Marti Smith

### Trama
Dragando il fiume la polizia ha rinvenuto un sacco di plastica contenente steroidi. Allertati da Alex, che ha saputo da Charlie che hanno perquisito gli armadietti in palestra, i ragazzi iniziano ad agitarsi, soprattutto perché sono state trovate tracce di sangue e impronte digitali nella macchina di Bryce.
Passato. Alex non si dà pace dopo che Jessica l’ha lasciato. Saputo da lei che uno dei motivi è il proprio fisico, Alex si sottopone ad allenamenti con Zach per rinforzare la muscolatura. Qui conosce Luke Holliday, un atleta che lo indirizza agli steroidi. Montgomery è invitato da Bryce a una festa di studenti della Hillcrest, dove conosce un ragazzo di nome Winston Williams che lo abborda in una stanza. Montgomery, che pubblicamente si atteggia a omofobo, accetta il suo corteggiamento al punto di farsi masturbare. Usciti dalla stanza, Winston chiede a Montgomery di rivedersi e costui lo aggredisce a pugni. Bryce inizia Alex alla droga e gli presenta una prostituta di nome Melodie Scott che riceve i clienti a domicilio. Bryce porta Alex nella nuova casa del padre, separatosi da Nora dopo il suo processo, per devastarla. Alla vista di un bambino Bryce si accorge di aver sbagliato abitazione e fuggono dopo che il piccolo ha iniziato a urlare. Deluso dall’atteggiamento strafottente di Bryce, che evidentemente dopo aver lasciato la Liberty non è affatto cambiato, Alex non vuole più vederlo. Rimasto solo, Bryce sfoga la sua delusione con Ani e per la rabbia rompe un bicchiere. Nora caccia Bryce in camera sua, imponendogli di stare lontano da Ani e mettendo in guardia la ragazza dalla pericolosità del figlio.
Presente. La polizia ispeziona gli armadietti degli atleti alla ricerca di chi ha fornito gli steroidi a Bryce. Uno steroide è trovato nella borsa di Luke, il quale fa il nome di un pusher che spaccia in palestra. Justin recupera l'astuccio rosso gettato da Alex nel cestino, contenente alcune confezioni degli steroidi che Bryce spacciava. Clay e Ani sospettano di Montgomery, dato che il suo atteggiamento violento potrebbe essere legato al consumo di steroidi, trovando nel bagagliaio della jeep messaggi minatori a Winston e un bastone insanguinato. Pedinandolo, scoprono che la violenza di Montgomery è in realtà dovuta al burrascoso contesto familiare in cui vive. Clay e Ani rintracciano Winston, scoprendo che è stato ammesso a Harvard facendo sostenere l’esame d’ingresso a un altro studente. Accedendo al cellulare di Alex, Ani scopre che ogni due settimane versava soldi a Bryce per gli steroidi e a Melodie per il sesso. Jessica se la prende con Casey perché la faccenda della manifestazione, da lei sobillata senza il suo consenso, sta decisamente sfuggendo di mano. Il preside minaccia di chiudere Hands Off qualora decidano di manifestare al funerale di Bryce. Justin si rifornisce di droga dal solito pusher, minacciandolo di non venderla più a ragazzi della sua età in cambio della pistola di Tyler. Alex racconta a Clay e Ani quello che gli è accaduto con Bryce, assicurando che ha abbandonato le abitudini sbagliate imparate in sua compagnia. Justin dice a Clay che si è liberato della pistola come gli aveva promesso. Nora comunica al padre malato che suo nipote Bryce è morto e l'indomani ci sarà il suo funerale. Ani trova la Mustang di Tony nel garage dei Walker.
- Sospettato: Alex Standall, per gli steroidi trovati nella macchina di Bryce.

## Si può capire la natura di un uomo da come soffre
- Titolo originale: You Can Tell the Heart of a Man by How He Grieves
- Diretto da: Bronwen Hughes
- Scritto da: Mfoniso Udofia

### Trama
È il giorno del funerale di Bryce. Ani ha trovato la vecchia Mustang di Tony nel garage dei Walker, ma Clay è convinto che non si tratti dello stesso veicolo del suo amico. Tony dichiara alla polizia di non aver mai avuto rapporti significativi con Bryce.
Passato. Bryce conosce Katia, la nuova compagna di suo padre Barry, il quale ha deciso di acquistare un appartamento a Evergeen. Bryce difende sua madre davanti al nonno, arrabbiato con Nora per aver mandato a monte il matrimonio con un buon partito come Barry. Bryce si riavvicina alla madre, ma rovina il rapporto con il padre a causa dei danni combinati al suo appartamento due settimane dopo aver saccheggiato quello sbagliato con Alex. Bryce ricatta Barry, minacciando di rivelare al giudice che nasconde una figlia illegittima. Tony presenta Caleb alla famiglia, ma quella sera i genitori sono prelevati dall'ufficio immigrazione. Tony è quindi costretto a saltare la scuola per occuparsi dell'officina paterna. Bryce chiede a Tony di riparare il fanale della macchina, offrendosi poi di comprare la sua Mustang rossa come segno di pentimento per gli errori del passato e perché Tony ha bisogno di soldi per pagare l'avvocato.
Presente. Nora trova sconveniente l'atteggiamento di Barry, presentatosi alticcio al funerale del figlio. Nel discorso di commiato Zach ammette di aver avuto delle divergenze con Bryce, però merita di essere salutato come il fratello e fedele compagno di squadra che è stato per tutti. Alcune ragazze interrompono il successivo intervento di Nora, insultando Bryce e appendendo uno striscione. Tony è trattenuto in carcere per gli indizi che lo collegano a Bryce. Clay approfitta della veglia funebre per ispezionare casa Walker alla ricerca di indizi utili, trovando le carte del divorzio che Nora dovrebbe firmare quello stesso giorno. Clay scopre che la casa della famiglia di Tony è sotto sequestro, apprendendo da Caleb tutto quello che è accaduto al suo amico. Tony, rilasciato con l'obbligo di restare a disposizione delle autorità, spiega che i suoi genitori sono stati espulsi e ha affrontato le difficoltà da solo per orgoglio. Emotivamente scosso per la vicenda di Tony, Clay vuole sentire il calore della famiglia e che Justin ne faccia sempre più parte. I poliziotti, visionate le immagini della sera in cui Clay puntò la pistola contro Bryce davanti a casa sua, decidono di andarlo a prelevare.
- Sospettati: Tony Padilla, perché la sua Mustang era nel garage di Bryce, e Barry Walker, per aver nascosto l'esistenza di una figlia.

## Clay Jensen ha diversi problemi
- Titolo originale: There Are a Number of Problems with Clay Jensen
- Diretto da: Kevin Dowling
- Scritto da: Julia Bicknell

### Trama
Interrogato dalla polizia sul filmato che lo incastra davanti a casa di Bryce, Clay spiega di non avergli voluto fare del male. Justin ribadisce che Clay è un bravo ragazzo e, alla domanda su dove sia finita la pistola, afferma di averla buttata dopo quella sera. Nora assicura ad Ani che sua madre non verrà a sapere della sua amicizia con Clay.
Passato. Clay scopre di avere molte cose in comune con Ani, a cominciare dalla passione per i fumetti, ritrovando un'amicizia profonda come non gli accadeva dai tempi di Hannah Baker. Ani convince Clay a partecipare a un'esibizione di cosplay, vedendosi frequentemente a casa sua. Non appena si scambiano il primo bacio, l'intrusione di Bryce compromette il nascente amore. Una sera, ritrovatasi da sola in camera con Bryce, Ani inizia a spogliarlo e i due fanno l'amore. Bryce si scusa per non essere stato abbastanza delicato, consapevole che esiste qualcosa che non va in lui. Ani però, capace di leggere dietro la sua maschera, insiste per continuare la relazione.
Presente. Jessica mette al corrente Ani della storia delle cassette di Hannah, rimarcando l'interesse ai limiti del morboso avuto da Clay nella faccenda. La polizia mostra a Clay un paio di mutandine di Ani trovate nella camera di Bryce, alludendo al fatto che la ragazza gli avrebbe mentito sul non aver avuto rapporti con lui. L'interrogatorio è interrotto da Lainie che trascina il figlio a casa, dove Clay ha violenti scatti d'ira sentendo che i genitori non credono completamente alla sua innocenza. Alex accusa Jessica di aver mentito su quello che è successo alla partita soltanto per mantenere intatta la sua tresca con Justin. Quest'ultimo si arrabbia con Ani perché sta dubitando dell'innocenza di Clay, messo in croce per essere uscito di senno una sola volta. Clay reagisce male alle accuse di Ani, la quale ha derubricato gli stupri di Bryce a errori che non devono intaccarne l'immagine, additandola di essere andata letto con lui allo scopo di riabilitarlo. Clay inizia a vedere il fantasma di Bryce, frutto dei suoi rimorsi, che lo tormenterà per tutta la vita e da cui non si potrà mai liberare. Trovata Ani in camera sua, Clay inizia a pensare che la ragazza abbia paura di lui.
- Sospettati: Clay Jensen, ripreso dalle telecamere mentre puntava una pistola contro Bryce, e Ani Achola, le cui mutande erano nella camera di Bryce.

## Al liceo, anche nei giorni migliori, è difficile capire chi sta dalla tua parte
- Titolo originale: In High School, Even on a Good Day, It's Hard to Tell Who's on Your Side
- Diretto da: Kevin Dowling
- Scritto da: Felischa Marye

Clay ha un duro confronto con Ani sulla serata della partita, con la ragazza che vuole sapere come mai sia rientrato a casa a un'ora piuttosto tarda. Sentendosi accusato da quella che credeva un'amica, Clay la caccia via in malo modo.
Passato. Ani assiste a un incontro tra Porter e Bryce a casa Walker, dove il ragazzo rifiuta di parlare con l’ex counselor della Liberty e quest'ultimo avverte Nora che la sua situazione psicologica può peggiorare. Per affrontare l'incomunicabilità di Bryce, Porter gli regala un diario su cui annotare i propri pensieri. Bryce incolpa la madre di averlo lasciato troppo solo da piccolo, trovando una lettera in cui Nora scriveva che, data l'insofferenza caratteriale manifestata sin da bambino, non si meravigliava del mostro che era poi diventato. Nora confessa di essere caduta in depressione dopo averlo dato alla luce, quindi i frequenti abbandoni erano un modo per ritrovare la serenità. Sentendosi più libero, Bryce rivela a Porter di avere una nuova fidanzata, affermando che si tratta di una ragazza della Crestmont (scuola confinante con la Hillcrest), non potendo ovviamente fare il nome di Ani per non pregiudicare il lavoro di sua madre. Porter sconsiglia a Bryce di avere una nuova relazione, gettandolo nello sconforto perché si sente condannato all'infelicità.
Presente. Porter torna alla Liberty come supporto alle indagini della polizia, convinta della colpevolezza di Clay e alla ricerca di prove per incastrarlo. I suoi genitori sono pronti al peggio, tanto che gli impongono di riprendere la terapia con il dottor Ellman e Lainie gli ha procurato un avvocato, Dennis Vasquez, lo stesso che aveva difeso i Baker nel processo di Hannah. Clay si presenta da Nora per spiegarle che, pur detestando profondamente Bryce, non avrebbe mai potuto ucciderlo. Approfittando di un momento di assenza della signora Walker, Clay ruba una cartella contenente lettere di Bryce e la mostra ad Ani, costringendola a scegliere se essere con lui oppure contro di lui. Ani, decidendo per la seconda opzione, mostra a Clay il diario che Porter aveva donato a Bryce. Interrogati dall'ex counselor, tutti gli amici di Clay prendono le sue difese, definendolo una persona che si prodiga per gli altri e che è stato fondamentale per far prendere loro coscienza degli sgarbi commessi nei confronti di Hannah. Porter parla con Clay in privato, lasciandogli il recapito del suo nuovo lavoro in un centro di terapia familiare qualora abbia bisogno di vederlo. Prima di congedarsi, Porter mette la pulce a Clay sullo stato emotivo di Tyler, essendosi accorto che è accaduto qualcosa di spiacevole tra lui e Montgomery. Incalzato da Clay, Tyler trova finalmente il coraggio di aprirsi e rivelare cosa accadde in bagno l'anno precedente, dopodiché gli fa ascoltare il messaggio vocale di Bryce. Clay affronta Montgomery, il quale lo invita a preoccuparsi piuttosto di cosa ha combinato Justin la sera della partita, menzionando il tubetto di schiuma nella sua borsa. Dennis prospetta a Clay la necessità, in assenza di un possibile colpevole alternativo, di elaborare una strategia difensiva in vista dell'inevitabile procedimento giudiziario. Clay suggerisce di scavare su Montgomery, convinto che possa aver ucciso Bryce per tenere nascosta la violenza contro Tyler. Clay prende il tubetto di schiuma dalla borsa di Justin, trovandoci nascosta una dose di ossicodone intestata a Bryce.
- Sospettati: Kevin Porter, perché possiede un diario identico a quello di Bryce, e Nora Walker, per la lettera in cui afferma di odiare suo figlio.

## Sempre in attesa della prossima cattiva notizia
- Titolo originale: Always Waiting for the Next Bad News
- Diretto da: Aurora Guerrero
- Scritto da: M.K. Malone

### Trama
Clay mette sotto torchio Justin sulla droga, apprendendo che la dose trovata nella borsa proviene dalla scorta di Bryce, a cui ha attinto dopo il suo funerale. Justin precisa che è stata l'unica occasione in cui ha sentito il bisogno, dato le circostanze, di drogarsi.
Passato. Justin è convinto da Zach a tornare in squadra, rimettendosi in forma per abbandonare definitivamente la strada della droga. Il consiglio studentesco, sulla scia dell'indignazione per gli stupri degli atleti, intende tagliare i fondi alle società sportive. Justin prende posizione in difesa della squadra, criticando Jessica per l'accanimento nei confronti dello sport che per molti di loro rappresenta l'unica opportunità di costruirsi un futuro. Appena uscito di galera, Seth pretende che Justin lo risarcisca dei soldi che gli ha sottratto quando convinse la madre a scappare di casa. Justin viene prelevato dalla polizia dopo aver fumato dell'ossicodone sul retro di Monet's. In centrale trova Bryce, disponibile ad aiutarlo e mettere a tacere l'arresto. Bryce versa 5000 $ a Seth per saldare il debito di Justin, dopodiché passa all'amico una dose di ossicodone per le emergenze. In occasione della prima partita di campionato i giocatori sono sottoposti all'antidoping. Justin preannuncia a Zach che non passerà il test, dicendosi dispiaciuto di aver mandato a monte il suo rilancio. Zach scambia due provette di urina per salvare Justin che però, nonostante la promessa di ripulirsi, continua a ricevere ossicodone da Bryce.
Presente. La polizia dichiara Clay persona di interesse, una strategia dilatoria in attesa di avere prove inconfutabili contro di lui. Isolato dagli altri studenti che lo ritengono già colpevole, Clay rientra nelle grazie di Cyrus e del suo gruppo. Justin bacia Jessica in corridoio, rendendo nuovamente pubblica la loro relazione. Dopo essere stato accusato da Alex di aver rovinato Jessica, Justin le confessa di averla tradita la sera della partita. Justin mostra a Clay e Ani i messaggi ricevuti da Seth la notte della scomparsa di Bryce, dove lo minacciava che sarebbe stato lui il prossimo. Justin punta ad addossare a Seth l'omicidio di Bryce, trovando il suo orologio nel laboratorio dell'uomo. I ragazzi fuggono per l'arrivo di Seth, dopo che costui aveva accusato Justin di volerlo incastrare. Lainie mette Justin davanti al rischio che, in caso di condanna di Clay, perderebbero il suo affido. Clay scopre che Justin sta continuando a drogarsi, ma decide di non parlarne con i genitori per evitare che siano costretti a mandarlo via. Clay si mette in contatto con la signora Baker per risolvere la situazione di Justin.
- Sospettati: Justin Foley e Seth Massey, trovati in possesso rispettivamente di ossicodone e un orologio d'oro appartenuti a Bryce.

## Il mondo sta per crollare
- Titolo originale: The World Closing In
- Diretto da: Aurora Guerrero
- Scritto da: Allen MacDonald, Thomas Higgins, Hayley Tyler & Brian Yorkey

### Trama
Olivia Baker è convocata in centrale per chiarire come mai si trovasse a Evergreen nei giorni immediatamente precedenti alla morte di Bryce, benché ufficialmente la vendita della sua vecchia casa fosse già conclusa. Olivia rientra tra i sospettati per aver lasciato un messaggio nella segreteria telefonica di Clay la sera della partita. La donna attacca i poliziotti di non essere stati così solerti nelle indagini su Hannah, riservando invece un trattamento di favore a Bryce in quanto i Walker sono benestanti.
Passato. Dopo aver spronato Jessica a continuare la battaglia in favore delle donne che anche Hannah avrebbe voluto, Olivia passa nell'officina di Tony per rivelargli che sono stati i Walker a effettuare la telefonata che ha comportato l'espulsione dei suoi genitori. Tony accusa Bryce di avergli comprato la Mustang solamente per ripulirsi la coscienza, ma il ragazzo si dichiara estraneo alla delazione. Appurato che effettivamente è stato suo padre a denunciare i Padilla, Bryce restituisce la macchina a Tony senza ottenere il suo perdono. Accusato da quest'ultimo di aver scatenato la reazione a catena che li ha condotti fino a quel punto, Bryce vuole ascoltare le cassette di Hannah che non ha mai ricevuto. Dopo averle sentite, Bryce chiede a Tony di metterlo in contatto con la madre di Hannah per ottenere un incontro. Olivia non intende vederlo, dicendosi talmente arrabbiata che potrebbe non rispondere delle sue azioni. Bryce però decide di forzare la situazione, incrociando Olivia nella hall dell'albergo presso cui alloggia durante la sua permanenza a Evergreen. Olivia non gli concede il suo perdono, meritandosi di convivere con il rimorso per tutta la vita. Clay si presenta a casa Walker per invitare Ani al ballo della scuola. All'ingresso trova Bryce che, tornato lo sfrontato arrogante di sempre, lo invita a stare alla larga da Ani, definendola una sua proprietà. Clay dà in escandescenze, rivolgendo chiare minacce a Bryce e andandosene via, il tutto sotto gli occhi di Nora.
Presente. Olivia incontra Clay per avvertirlo che la sua situazione giudiziaria sta peggiorando, quindi è bene che smetta di aiutare gli altri e pensi prima di tutto a salvare sé stesso. Jessica non si dà pace per la rottura con Justin e Clay le rivela i motivi per cui ha deciso di lasciarla. Jessica sfida Justin a dirle in faccia che non la ama più e il ragazzo, non trovando il coraggio di chiudere la storia definitivamente, si fidanza nuovamente con lei per affrontare insieme i suoi demoni. Priya Singh, la nuova counselor della Liberty, avverte Montgomery che il suo scarso rendimento scolastico rischia di fargli perdere il posto in squadra. Clay vuole sapere da Tony per quale motivo non gli ha detto di aver parlato con Bryce, venendo a sapere tutta la faccenda delle cassette. Clay fa ascoltare ad Ani il messaggio ricevuto la sera della partita da Olivia, la quale si trovava ubriaca sulla tomba di Hannah e diceva che avrebbe tanto voluto Bryce morto. Olivia incontra Nora per spiegarle che comprende benissimo il suo dolore, avendo cercato disperatamente anche lei un capro espiatorio per la morte di Hannah, però la sete di vendetta non riuscirà mai a placare il dolore per la perdita di un figlio. Justin ringrazia Clay per averlo aiutato a rimettersi con Jessica, usando le parole che lui non aveva avuto il coraggio di dirle. La polizia irrompe a casa Jensen con un mandato di perquisizione, sequestrando il cellulare a Clay.
- Sospettata: Olivia Baker, per aver lasciato un messaggio a Clay in cui affermava di desiderare la morte di Bryce.

## Ci sono alcune cose che non ti ho detto
- Titolo originale: There Are a Few Things I Haven't Told You
- Diretto da: Kevin Dowling
- Scritto da: Helen Shang

### Trama
Clay è preoccupato che la polizia possa leggere sul suo cellulare il messaggio inviato dopo la partita a Bryce in cui diceva di volerlo ammazzare. Tutti i ragazzi sono alla disperata ricerca di un alibi che li allontani dalla scena del delitto.
Passato. Nora si complimenta con Bryce per aver saputo dal preside della Hillcrest che il suo rendimento scolastico è notevolmente migliorato. Il ragazzo esprime il desiderio di poter tornare alla Liberty il secondo semestre, un'occasione per rimediare agli errori del passato. La partita amichevole di football metterà di fronte Liberty e Hillcrest. Jessica ha presentato una petizione, firmata da un terzo degli studenti, che chiede la cancellazione dell'incontro. Il preside non intende accogliere la richiesta, limitandosi a fare generiche promesse di vigilanza sul comportamento degli atleti. Jessica mobilita Hands Off per organizzare una protesta in occasione della partita. Bryce, alla Liberty per discutere del suo eventuale ritorno, vuole sapere da Tyler le ragioni che lo hanno spinto a minacciarlo con una pistola. Tyler gli mostra un video, girato prima del Ballo di Primavera, in cui annunciava i motivi che lo spingevano a compiere la mai avvenuta strage. Bryce resta sconvolto nell'apprendere cosa gli ha fatto Montgomery, promettendo che risolverà la faccenda. La sera della partita Bryce chiede a Jessica di vedersi da soli al molo della marina. Entrato nello spogliatoio della Liberty, Bryce minaccia Montgomery di stare lontano da Tyler, altrimenti è pronto a rivelare tutti i suoi segreti. Durante una pausa della partita le ragazze di Hands Off entrano in campo, mostrando le mani sporche di vernice rossa sul proprio corpo. Tyler, incaricato di fotografare la protesta, scappa vedendo le ragazze intingere le mano nella vernice, ricordandogli lo stupro di Montgomery. Quando un giocatore della Hillcrest inizia a palpeggiare Jessica, Justin reagisce e scatena la rissa che si conclude con l'intervento della polizia.
Presente. La madre di Ani trova il vestito che la figlia indossava la sera della partita sporco della vernice che ha tentato di lavare via. Ani viene rimproverata perché con il suo comportamento sconveniente sta mettendo a rischio la loro permanenza in casa Walker. In previsione di un arresto sempre più probabile, Clay esorta Tyler a confidare il suo segreto a qualcun altro. Il preside pretende che Jessica si scusi pubblicamente per la protesta inscenata al funerale di Bryce. Sentendo di non essere riuscita a cambiare alcunché, Jessica medita di dimettersi dalla presidenza del comitato studentesco. Tyler le dice invece che è stata importante per lui, mostrandole il video e raccontandole tutto quello che gli è successo. Dopo aver fatto capire a Montgomery che sa cosa ha fatto a Tyler, Jessica chiede l'aiuto delle ragazze di Hands Off per una nuova mobilitazione. Alex sfoga la sua ansia sul ring di pugilato, venendo trascinato via dal padre. Dennis mostra a Clay una mappa da cui risulta che la sera della partita, quando ha spedito il messaggio a Bryce, il suo cellulare ha agganciato una cella corrispondente alla zona della costa in cui è stato trovato il suo cadavere. Jessica dice ad Ani di aver fornito un alibi a Justin perché nessuno lo stava proteggendo. Mentre Justin stringe un accordo con Seth, Clay chiede a Tony di aiutarlo a sparire.
- Sospettato: Clay Jensen, per i messaggi contenuti sul suo cellulare.

## Poi è arrivato l'uragano
- Titolo originale: And Then The Hurricane Hit
- Diretto da: Kevin Dowling
- Scritto da: Allen MacDonald, M.K. Malone & Helen Shang

### Trama
Clay decide di fuggire, non volendo coinvolgere nessuno dei suoi amici. Prima di andarsene saluta Ani, dandole un bacio e promettendole che farà di tutto per ritrovarla. La madre di Ani osserva la scena dalla finestra.
Passato. La mattina della partita Bryce si sottopone a una seduta di yoga con sua madre, sperando di alleviare una contrattura che gli impedirebbe di giocare contro la Liberty. Durante l'esercizio Bryce scoppia in un pianto disperato e Nora capisce che il figlio non è poi quel mostro che credeva. Nel tunnel degli spogliatoi Bryce incontra Chloe che gli rivela di essere stata incinta e aver abortito, con il supporto di Zach. Alla partita Clay esce di senno quando vede Ani dare un bacio a Bryce prima di scendere in campo. Quando scoppia la rissa, Clay si precipita in campo per aggredire Bryce e viene fermato da Justin. Bryce indossa il casco e si getta tra le gambe di Zach, provocandogli l'infortunio. Andato a casa Walker, Clay manda il messaggio minatorio a Bryce che risponde di essere disponibile a incontrarlo, al che Clay risponde che piuttosto di vederlo lo preferirebbe morto. Uscito dal pronto soccorso, Zach segue Bryce fino al molo e lo aggredisce violentemente, lasciandolo stramazzante a terra dopo aver gettato in acqua il suo cellulare.
Presente. Jessica interviene a un incontro pubblico di riconciliazione tra Liberty e Hillcrest, auspicando che tutti collaborino al contrasto della violenza sessuale. Diverse studentesse si alzano dicendo che sono sopravvissute, Tyler trova il coraggio di fare altrettanto quando vede Clay arrivare in palestra. Tyler viene ringraziato da Robby Corman, un ragazzo che si è alzato dopo di lui, che chiede di poter entrare in Hands Off. Charlie chiede a Justin come stia. Clay non ha tempo di meditare nuovi propositi di fuga, quando la polizia arriva ad arrestarlo per l'omicidio di Bryce Walker. Quando Standall gli mostra gli steroidi trovati in camera sua, Clay afferma che li teneva per un amico e che provengono dallo spacciatore della palestra. Costui afferma che non avrebbe mai potuto venderli, trattandosi di prodotti di alta gamma difficili da rintracciare nel mercato nero. Charlie dice a Tyler che sa che cosa gli ha fatto Monty e che pensa che Monty la debba pagare. Zach si dimette da capitano e abbandona la squadra. Justin, che al meeting in palestra si era alzato dopo Tyler e Robby, rivela a Jessica di essere stato molestato quando aveva cinque anni da uno dei fidanzati di sua madre, inoltre ha avuto rapporti sessuali con uomini durante il periodo trascorso in strada che lo facevano tornare a quell'episodio. Zach rivela ad Alex di aver ucciso Bryce, non sopportando l'idea che Clay sia in carcere, però Alex lo invita ad aspettare perché convinto che la polizia non ha in mano nulla contro di lui. Zach decide di andare comunque in centrale a confessare l'omicidio. Nello stesso momento, Standall trova prescrizioni di steroidi nel cassetto della scrivania di Alex e Tyler arriva in centrale per denunciare l'aggressione di Montgomery. I poliziotti non possono procedere contro Zach, poiché Bryce è morto per annegamento e non per le conseguenze del pestaggio. Nel frattempo, Tyler, con il supporto di Justin, Jessica e Charlie, racconta alla polizia la sua storia. Montgomery è arrestato per violenza sessuale, finendo anche tra i sospettati per la morte di Bryce. Ani confessa a Jessica di essere andata a letto con Bryce, aspettando che ora sia Jessica a dirle la cosa peggiore che ha fatto.
- Sospettata: Ani Achola, per i segni di vernice rossa sui suoi vestiti.
- Altri interpreti: Ian Ousley (Robby Corman)

## Lascia che i morti seppelliscano i morti
- Titolo originale: Let the Dead Bury the Dead
- Diretto da: John T. Kretchmer
- Scritto da: Brian Yorkey

### Trama
Montgomery incontra il padre nella sala colloqui del carcere, venendo ripudiato quando ammette di essere gay. Clay è rilasciato su cauzione e indossa un rilevatore di posizione.
Passato. Terminata la partita, prima di salire sull'autobus della Hillcrest Bryce minaccia Montgomery di essere pronto a rovinarlo. Montgomery chiede un passaggio a Winston Williams, presente alla partita come fotografo per l'annuario, scusandosi per il pestaggio alla festa dell'estate precedente. Montgomery e Winston fanno sesso a casa di quest'ultimo. Bryce è raggiunto sul molo da Alex e Jessica, consegnando loro una cassetta su cui ha registrato la sua confessione e le scuse. Jessica rifiuta gli appelli di Bryce a trasportarlo in ospedale, evitando che Zach possa finire in prigione per il pestaggio. Alex si impietosisce e aiuta Bryce ad alzarsi, ma quando costui continua a inveire contro Zach per averlo ridotto in quello stato, Alex lo butta nel fiume in cui annegherà.
Presente. Lainie rimprovera Justin per aver incontrato Seth, finito in carcere per violazione della libertà vigilata. Tyler mostra ad Alex la carrellata di selfie che ha scattato ogni giorno dall'aggressione di Montgomery come testimonianza della sua guarigione fisica e mentale. Clay dice ad Alex di pensare che Ani possa essere la colpevole. Tony annuncia a Caleb che ha incontrato un possibile acquirente della palestra, così da nascondere il riciclaggio di soldi dell'officina per mandarli alla famiglia espatriata. Caleb ha comprato una Mustang rossa a Tony per dargli la libertà prima che arrivino i poliziotti. Ani è nuovamente convocata da Standall, dichiarando che tutti avevano un movente plausibile per volere Bryce morto. La ragazza riferisce che Justin si trovava al molo a sballarsi, mentre Tony trattava con il capo del cartello messicano. Ani confessa che è stato Montgomery, anziché Alex, a uccidere Bryce. I ragazzi sono riusciti a convincere Charlie a piazzare la cassetta nell'armadietto di Montgomery, così da collegarlo alla scena del crimine. Automaticamente Tony non deve più fuggire, poiché la polizia avrà un'altra pista su cui indagare. Standall però comunica ad Ani che Montgomery è stato ucciso nella sua cella. I ragazzi si ritrovano da Clay, dove Jessica ha portato una copia della cassetta di Bryce per ascoltarla insieme agli altri. Bryce confessa gli stupri commessi contro Jessica, Hannah e tante altre ragazze, ammettendo di essere in cura per diventare una persona migliore. Standall comunica ad Alex che la polizia intende chiudere il caso di Bryce, poiché il colpevole è stato individuato nel defunto Montgomery. Tuttavia, il sergente ha capito che suo figlio è il vero assassino e dà fuoco alle prove che potrebbero incastrarlo. Il Giorno del ringraziamento Tony e Caleb sono invitati a casa Jensen, dove Justin confessa di aver fatto uso di droghe ed essere pronto a ripulirsi una volta per tutte. Ani annuncia alla madre di essersi fidanzata con Clay. Il padre di Nora si spegne dopo averle detto di essere contento per la bella vita che è riuscito a darle. Tyler presenta al Monet's un'esposizione di fotografie delle persone che lo hanno aiutato nel suo percorso di rinascita. Winston si arrabbia con Ani per aver incolpato Montgomery del delitto, trattandosi di un essere umano che non meritava questa fine. Clay e i suoi amici sono convinti di aver finalmente trovato serenità, ma nello stesso momento al molo un pescatore porta a galla l'arsenale di Tyler.
- Sospettato: Montgomery de la Cruz, per la lite avuta con Bryce negli spogliatoi.
- Altri interpreti: Ian Ousley (Robby Corman)